# Herb Praszki
Herb Praszki – jeden z symboli miasta Praszka i gminy Praszka w postaci herbu.

## Wygląd i symbolika
Herb przedstawia na białej tarczy, między dwiema basztami, na kładce, kroczącego czarnego kozłą ze złotymi rogami i podniesioną przednią prawą nogą, zwróconego w heraldycznie prawą stronę. Każda z baszt zakończona trzema blankami i gotyckim daszkiem, zwieńczonym złotą kulą. W każdej z nich, widnieje jeden otwór strzelniczy, u podstawy natomiast skośny fragment muru obronnego. Baszty, mury i kładka o barwie czerwonej, daszki baszt niebieskie.
Motywy architektury obronnej są symbolem średniowiecznego miasta, a kozioł to element herbu rycerskiego Wieruszowa i pochodzi od założyciela miasta Piotra Kowalskiego lub któregoś z jego następców.

## Historia
Najstarsza pieczęć z herbem Praszki pochodzi z 1536 (możliwe, że była znana już wiek wcześniej) i przedstawia kozła przechodzącego po kładce między dwiema blankowanymi basztami. 